# ديفيد إس. روزنتال
ديفيد إس. روزنتال (بالإنجليزية: David S. Rosenthal) هو منتج تلفزيوني وكاتب سيناريو أمريكي، ولد في 1968.

## وصلات خارجية
- ديفيد إس. روزنتال على موقع IMDb (الإنجليزية)
- ديفيد إس. روزنتال على موقع قاعدة بيانات الفيلم (الإنجليزية)